# Tadeusz Kuntze
Tadeusz Kuntze, connu également sous les noms de Thaddäus Kuntz, Tadeusz Konicz ou Taddeo Polacco, né le 20 avril 1727 à Zielona Góra, en Basse-Silésie et relevant alors de la couronne de Bohême, et mort à Rome dans les États pontificaux le 8 mai 1793, est un peintre baroque, d'origine silésienne, actif à Cracovie en Pologne puis en Italie à Rome, ville dans laquelle il a passé la majeure partie de sa vie. Il a peint des fresques et des tableaux à sujet religieux, ainsi que quelques tableaux allégoriques ou inspirés de l'histoire antique.

## Biographie
Tadeusz Kuntze est le fils de Gottfried Kuntze (1687–1762), chef de l'orchestre municipal de Zielona Góra,, et de son épouse Anna Maria, née Sambler (1699–1753). Il est baptisé sous les prénoms de Tadeusz Józef Tomasz le 20 avril 1727 dans la paroisse de Sainte-Edwige,.
En 1742, par le traité de Berlin, sa ville natale devient prussienne, sous le nom de Grünberg-en-Silésie.
Tadeusz Kuntze bénéficie de la protection de l'évêque de Cracovie, Andrzej Stanisław Załuski, qui reconnaît les talents artistiques du jeune homme et l'envoie à Rome en 1747 pour y suivre une formation de peintre,. De 1748 à 1753, il fréquente l'Académie de France et les cercles artistiques romains ; il est l'élève du peintre Ludovico Mazzanti qui lui enseigne les techniques de la peinture murale et suit les cours de nu à la Scuola Libera del Nudo à l'Accademia di San Luca.
En 1754, Kuntze rentre à Cracovie et devient le peintre de la cour épiscopale ; il peint des retables pour la cathédrale du Wawel, des tableaux pour la cathédrale de Chełmża, ainsi que deux tableaux allégoriques, La Fortune et L'Art.
De 1756 à 1764, il effectue plusieurs voyages, à Paris en 1756 et après la mort de Załuski à la fin de 1758 en Espagne, où il fréquente le peintre Corrado Giaquinto.

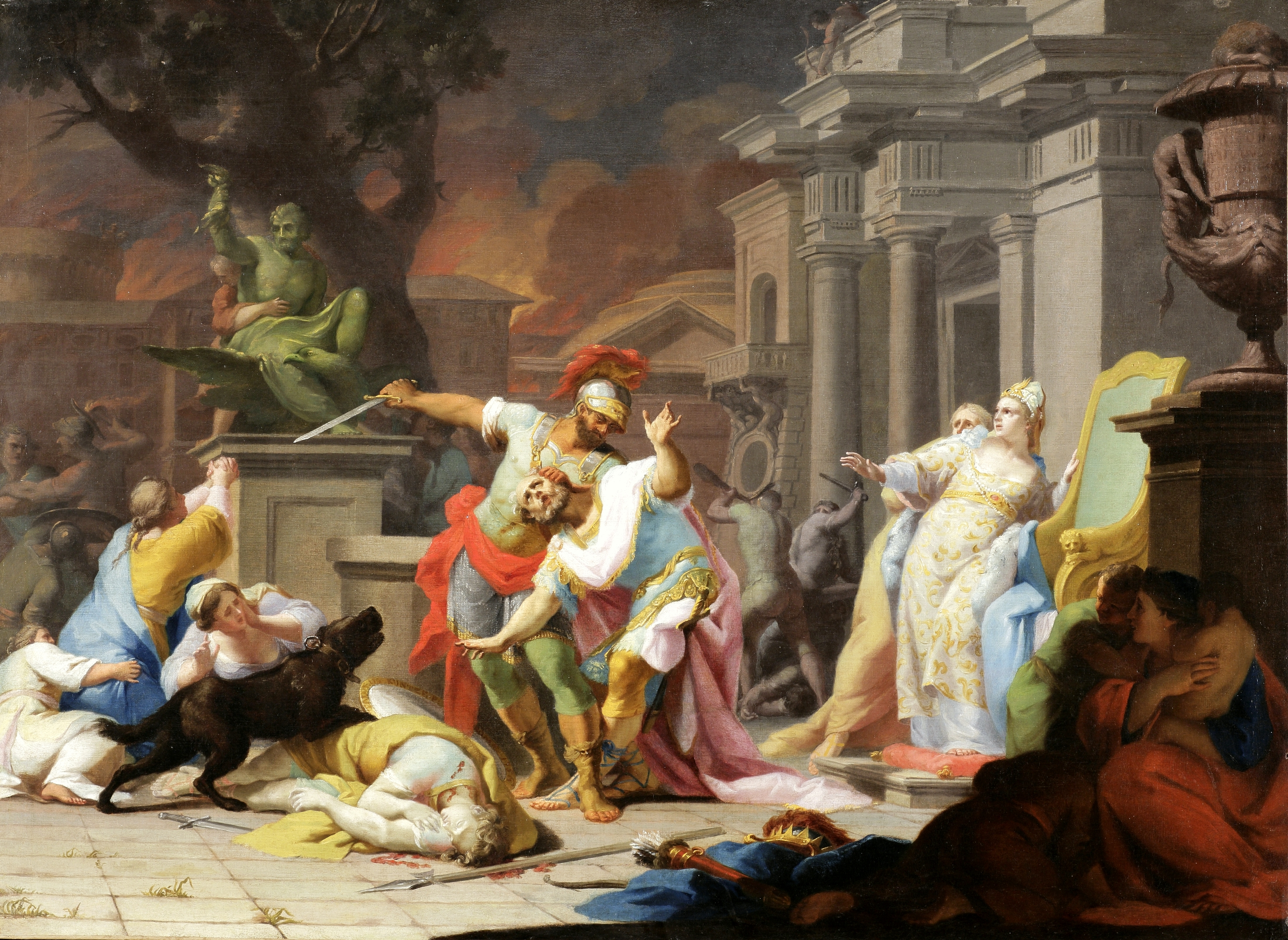
La Mort de Priam, 1756

En 1765, il retourne à Rome où il s'installe définitivement. Pendant douze ans, il est le peintre officiel de l'ordre augustinien. Il se lie avec des peintres espagnols, notamment Francisco de Goya. Il travaille à Rome et dans le Latium, réalisant des fresques dans des palais et des églises. Kuntze est particulièrement soutenu par le cardinal Henri Benoît Stuart, second fils de Jacques François Stuart et de la princesse polonaise Marie-Clémentine Sobieska, prétendant écossais au trône d'Angleterre : en tant que cardinal-évêque de Frascati, Stuart lui passe commande de fresques pour le Tuscolano Seminario et le palais épiscopal de Frascati de 1773 à 1777, ainsi que pour l'église nationale des Polonais à Rome, Santo Stanislao dei Polacchi. Kuntze est également chargé par les Borghese de décorer le Palais Borghèse et la Villa Borghèse à Rome,.
En 1775, il épouse Anna Valentini, fille d'un charpentier. Le couple a deux fils, Antonio (1785-1809) et Pietro Kun[t]ze (1793–1863), tous deux peintres, et une fille Isabel Kuntz y Valentini (morte en 1866) ; cette dernière épousera en 1810 à Rome le peintre de cour espagnol José de Madrazo y Agudo et sera l'aïeule d'une dynastie de peintres et d'artistes : leurs trois fils Federico de Madrazo y Kuntz, Pedro de Madrazo y Kuntz et Luis de Madrazo y Kuntz, leur petit-fils Raimundo de Madrazo y Garreta et leur arrière-petit-fils Mariano Fortuny.
En Italie, Tadeusz Kuntze est appelé Taddeo Polacco (Taddeo le Polonais) et décrit dans des livres d'histoire polonais comme « le peintre polonais le plus célèbre du XVIIIe siècle ».

## Œuvres
- Fresques :

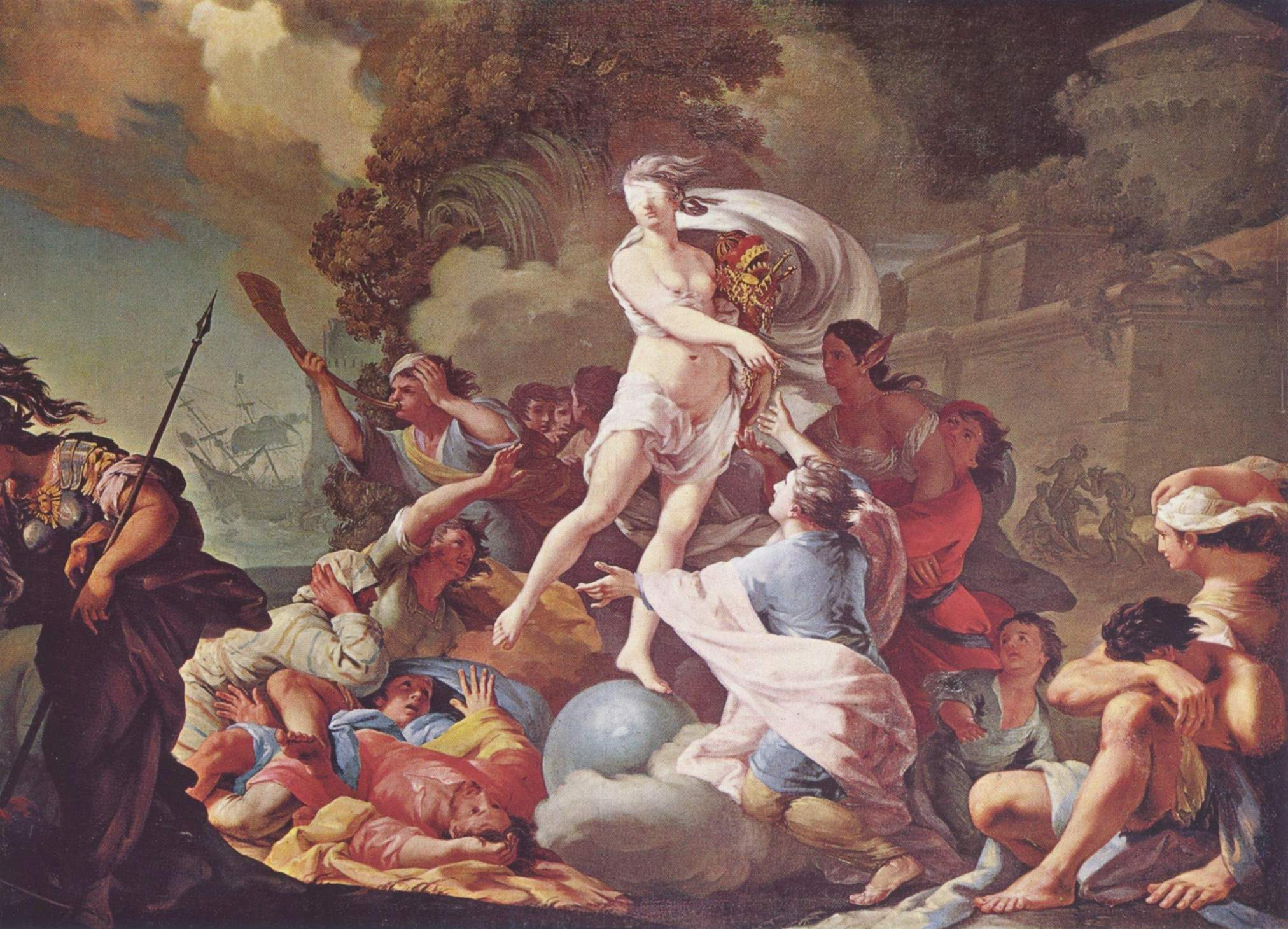
La Fortune

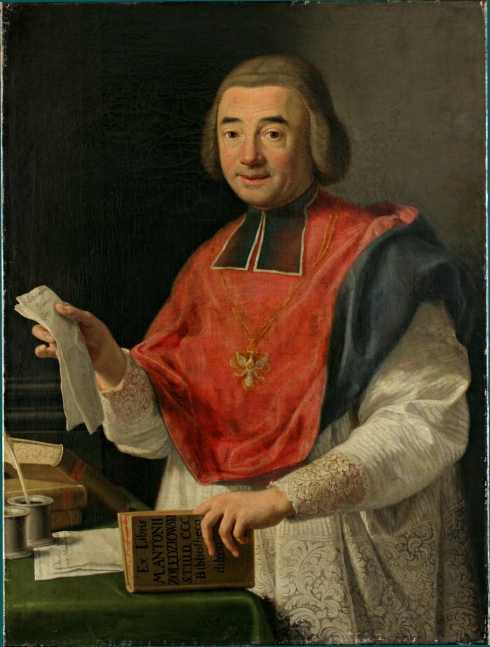
Portrait d'Antoni Żołedziowski

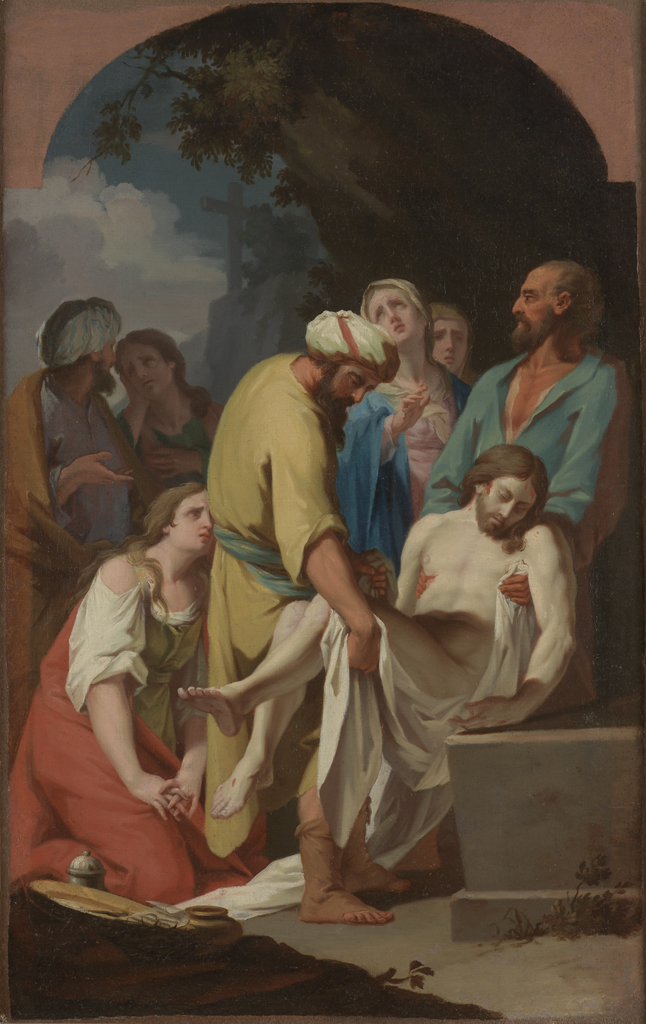
La Mise au tombeau

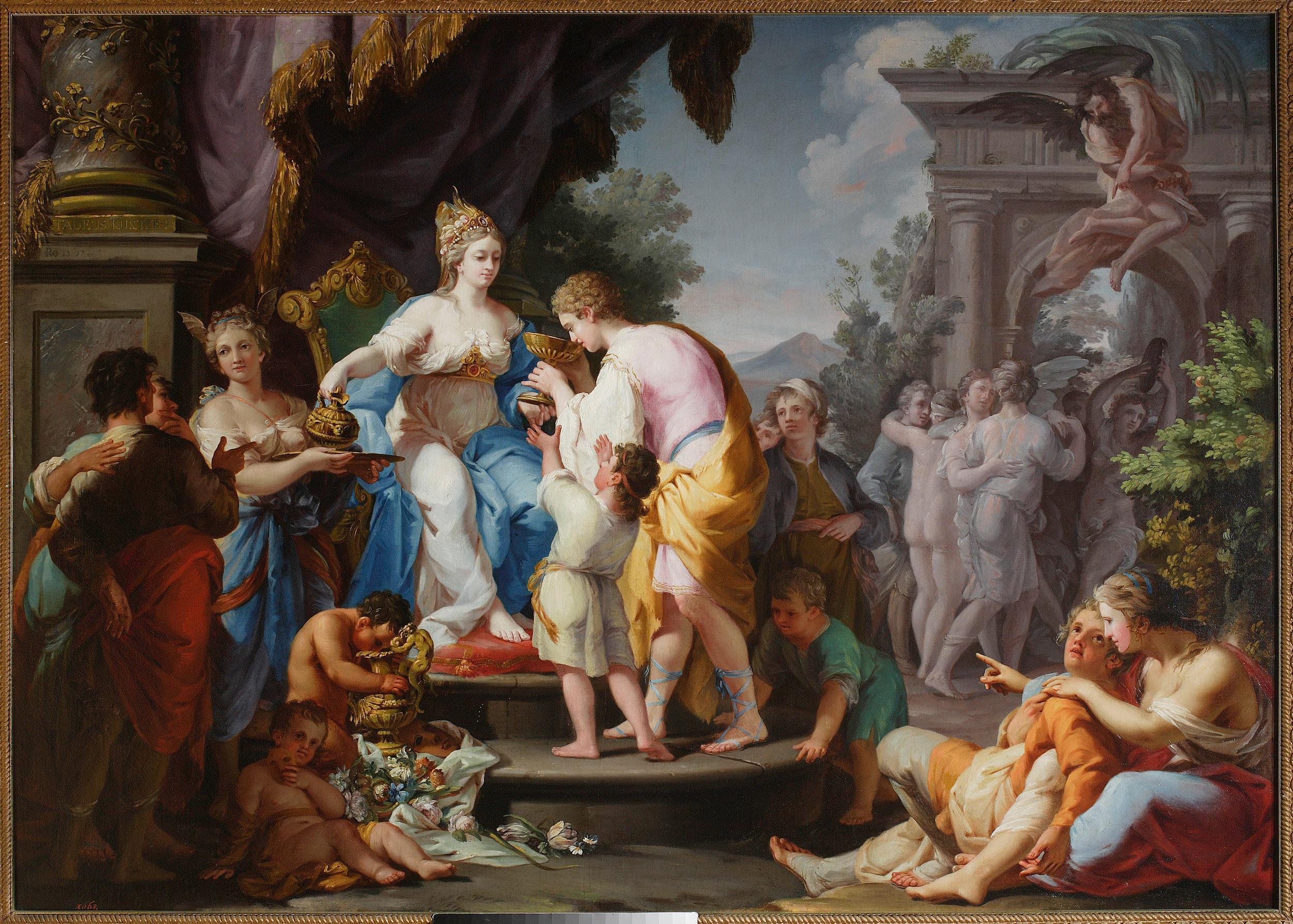
L'Art

  - Cave, chiesa di San Stefano : Lapidation de saint Étienne dans l'abside, Baptême de saint Augustin à la voûte[14].
  - Frascati : 
    - palais épiscopal : fresques pour les salles du palais, Paysage avec Rebecca au puits, Paysage avec Abraham  rencontrant les trois anges et Aaron mettant en fuite les Égyptiens[15].
    - Villa Parisi : fresques du grand salon
    - Église du Gesù : Adoration des bergers et Présentation au Temple, fresques pour la chapelle mariale, dédiée à la Madone Refugium peccatorum, à gauche du chœur.

  - Genazzano, Santuario della Madonna del Buon Consiglio, réfectoire des Pères Augustins : Multiplication des pains et des poissons[16].
  - Rome, Église Santo Stanislao dei Polacchi.
  - Soriano nel Cimino, Chiesa di Sant'Agostino, Apothéose de saint Augustin, fresque de la voûte.
  - Veroli
    - cathédrale, Martyre de saint Barthélémy, dans une chapelle.
    - basilique Sant'Erasmo, La Rencontre à Veroli de Frédéric Barberousse et du pape Alexandre III.
- Tableaux :
  - La Fortune, 1754, Varsovie, Musée national.
  - L'Art, 1754, Varsovie, Musée national.
  - Martyre de saint Wojciech et Saint Casimir, 1754, Varsovie, cathédrale du Wawel, sacristie.
  - La Mort de Priam, 1756 ; dans une collection privée jusqu'en 2012 ; achat par le château du Wawel à Cracovie[7].
  - Portrait d'Andrzej Stanisław Załuski, évêque de Cracovie, 1758, Cracovie, Musée des pères missionnaires[17].
  - Miracle de saint Jean de Kenty, 1765, Varsovie, Musée national.
  - Portrait d'Antoni Żołędziowski, 1767, Cracovie, Musée de l'université Jagellonne.
  - La Mise au tombeau, vers 1770-1780, Rhode Island, School of Design Museum.
  - Le Christ devant Pilate, huile sur toile, Paris, Musée du Louvre[18].
  - L'Enfant malade, Carcassonne, Musée des Beaux-Arts[19].
  - Moïse sur le mont Sinaï, Madrid, Musée du Prado[20].
  - Martyre de saint Barthélémy, Ripi, Chiesa dei Santi Bartolomeo e Agostino.
  - Baptême du Christ et L'Aumône de Saint Thomas de Villeneuve, retables d'autel, Cave, chiesa di San Stefano[21].
- Deux médaillons représentant des musiciens en costume polonais, Rome, Villa Borghese, sur les portes de la Stanza di Ercole[10].